# 2002 FIFA World Cup
2002 FIFA World Cup è un videogioco calcistico edito dalla Electronic Arts, dedicato ai Mondiali di Corea del Sud-Giappone 2002.